# 田浦文丸
田浦 文丸（たうら ふみまる、1999年9月21日 - ）は、福岡県大野城市出身のプロ野球選手（投手）。左投左打。福岡ソフトバンクホークス所属。

## 経歴

### プロ入り前
大野城市立平野小学校1年生から「平野リトルジャガーズ」で軟式野球を始め、大野城市立平野中学校では投手兼外野手として硬式野球クラブ「糸島ボーイズ」に所属する。2年生の夏には全日本中学野球選手権大会（ジャイアンツカップ）に出場。準決勝で先発し1-0の完封勝利をおさめる。迎えた決勝戦では後に高校時代の監督となる鍛治舎巧が率いる「枚方ボーイズ」と対戦となった。
高校は秀岳館高等学校に進学し、1年生の秋からベンチ入りを果たす。甲子園には2年生の春の第88回選抜高等学校野球大会、夏の第98回全国高等学校野球選手権大会、3年生の春の第89回選抜高等学校野球大会、夏の第99回全国高等学校野球選手権大会と4季連続の出場を果たしたが、3年生の夏は2回戦で中村奨成擁する広陵高校に6対1で敗れ、4季連続の準決勝進出はならなかった。九鬼隆平は高校の1学年先輩であり、バッテリーを組んでいた。2017年9月に開催された2017 WBSC U-18ワールドカップにおいて、中村奨成や同期入団となる増田珠らとともにU-18野球日本代表に選出され、同大会ではリリーフとして5試合、先発で1試合に登板し、13回2/3を投げて29三振を奪い、救援部門でベストナインに選出された。またこの活躍により大野城市から「平成29年度大野城市特別表彰」を受賞する。
10月26日に行われたプロ野球ドラフト会議にて、福岡ソフトバンクホークスからドラフト5位指名を受け、11月28日、契約金3500万円、年俸500万円（金額は推定）で契約合意に達し、12月7日に入団発表会見が行われた。背番号は56。

### ソフトバンク時代
2018年4月2日に高知ファイティングドッグスとの試合で三軍デビュー。5月1日の阪神タイガースとの二軍戦に3番手で登板し、2回2奪三振無失点の内容でウエスタン・リーグ公式戦初登板を果たした。しかし、その後は怪我により3か月以上実戦登板から離れ、9月25日のBFL選抜との練習試合で復帰登板を果たすも、この年のウエスタン・リーグでの登板は前述の1試合のみに終わり、三軍戦も9試合の登板にとどまった。オフの11月25日から台湾で開催された2018アジアウインターベースボールリーグのNPBウエスタン選抜に選出され、7試合の登板で0勝1敗2ホールド・防御率0.56という成績を残した。契約更改では現状維持となる推定年俸500万円でサインした。
2019年は7月9日に自身初の一軍昇格を果たすと、翌10日の埼玉西武ライオンズ戦でプロ初登板を果たし、2イニング打者6人をパーフェクトで抑える好投を見せた。その後は7月29日に出場選手登録を抹消され、9月22日に再登録されるも、同30日に再び登録抹消。この年は8試合の一軍登板で防御率4.50という成績であり、オフに80万円増となる推定年俸580万円で契約を更改した。
2020年は腰痛や左肩痛に悩まされて一軍登板が無く、ウエスタン・リーグでも1試合の登板にとどまり、オフに20万円減となる推定年俸560万円で契約を更改した。
2021年は春季キャンプから二軍での調整が続いたが、3月16日に一軍へ合流すると、アピールに成功し、自身初めて開幕を一軍で迎えた。4月11日の東北楽天ゴールデンイーグルス戦では1点リードの6回裏から3番手として2イニングを1安打無失点に抑える好投。先発の松本裕樹が4回完了時に降板しており、2番手の髙橋純平は1イニングを無失点に抑えていたが、公認野球規則9.17(b)の原注に基づいて田浦が勝利投手となり、プロ初勝利を挙げた。6月20日の北海道日本ハムファイターズ戦ではプロ初ホールドを記録するなど、中継ぎとして前半戦を一軍で完走し、19試合の登板で1勝0敗1ホールド・防御率3.38を記録。東京オリンピックによる中断期間に伴い7月15日に自動的に出場選手登録を抹消されると、同20日に球団から新型コロナウイルスに感染したことが発表され、その影響もあって後半戦は一軍登板なしに終わったものの、オフに400万円増となる推定年俸960万円で契約を更改した。
2022年は3月25日の開幕を2年連続で一軍で迎えたものの、シーズン初登板は4月5日のオリックス・バファローズ戦。5月19日に出場選手登録を抹消されるまでの約1か月半でわずか4試合と登板機会に恵まれず、その後の一軍昇格は果たせずにシーズンを終えた。シーズン終了後に参加したフェニックスリーグで左肩の違和感を訴えてリハビリ組に合流。秋季キャンプも不参加となり、オフに現状維持となる推定年俸960万円で契約を更改した。
2023年も開幕を一軍で迎えると、開幕から15試合連続無失点を記録。6月17日の阪神戦では797日ぶり（プロ初勝利以来）となる白星も挙げた。嘉弥真新也の不振・モイネロの長期離脱・緊急補強したヘルナンデスの誤算というチーム事情があり、貴重なリリーフ左腕として重宝され、8月11日終了時点では37試合に登板し、2勝1敗7ホールド・防御率1.26と好成績を残していた。ただ、その後の6登板のうち3試合で失点を喫すると、9月9日に出場選手登録を抹消された。同19日に特例2023の代替指名として再登録されたが、10月2日に登録抹消。そのまま二軍でシーズンを終えたものの、この年は45試合の登板で2勝1敗7ホールド・防御率2.38を記録し、オフに2040万円増となる推定年俸3000万円で契約を更改した。
2024年、前年秋のメディカルチェックで左肩の腱板損傷が判明し、春季キャンプはC組（筑後）でスタート。2月20日にB組（宮崎）へ合流したものの、痛みがあって再びリハビリ組へ戻った。7月16日の四軍戦で実戦復帰を果たし、8月11日の二軍戦では、この年初の公式戦登板。同27日に出場選手登録され、9月15日に登録抹消されたが、同30日に再登録され、この年は4試合の登板で防御率2.45という成績であった。レギュラーシーズン終了翌日の10月5日に出場選手登録を抹消され、その後はフェニックスリーグへ参加となり、ポストシーズンでは登板がなかった。オフに600万円減となる推定年俸2400万円で契約を更改した。

## 選手としての特徴
| 球種           | 配分 % | 平均球速 km/h | 被打率 |
| -------------- | ------ | ------------- | ------ |
| ストレート     | 38.1   | 142.9         | .271   |
| スライダー     | 37.6   | 125.4         | .194   |
| ツーシーム     | 13.9   | 140.0         | .421   |
| チェンジアップ | 10.4   | 120.0         | .125   |

ダルビッシュ有が「俺がこんなんやったら1球で肩もげる」と評し、絶賛したチェンジアップが最大の武器。身長は168cmと小柄ながら、最速148km/hのストレートとチェンジアップのコンビネーションで空振りを奪う。
変化球は他にツーシーム、回転数が3000を超えるスライダーを投じる。

## 詳細情報

### 年度別投手成績
| 年 度     | 球 団        | 登 板 | 先 発 | 完 投 | 完 封 | 無 四 球 | 勝 利 | 敗 戦 | セ 丨 ブ | ホ 丨 ル ド | 勝 率 | 打 者 | 投 球 回 | 被 安 打 | 被 本 塁 打 | 与 四 球 | 敬 遠 | 与 死 球 | 奪 三 振 | 暴 投 | ボ 丨 ク | 失 点 | 自 責 点 | 防 御 率 | W H I P |
| --------- | ------------ | ----- | ----- | ----- | ----- | -------- | ----- | ----- | -------- | ----------- | ----- | ----- | -------- | -------- | ----------- | -------- | ----- | -------- | -------- | ----- | -------- | ----- | -------- | -------- | ------- |
| 2019      | ソフトバンク | 8     | 0     | 0     | 0     | 0        | 0     | 0     | 0        | 0           | ----  | 41    | 10.0     | 8        | 1           | 6        | 0     | 0        | 6        | 0     | 0        | 5     | 5        | 4.50     | 1.40    |
| 2021      | ソフトバンク | 19    | 0     | 0     | 0     | 0        | 1     | 0     | 0        | 1           | 1.000 | 90    | 21.1     | 22       | 1           | 7        | 1     | 0        | 17       | 2     | 0        | 8     | 8        | 3.38     | 1.36    |
| 2022      | ソフトバンク | 4     | 0     | 0     | 0     | 0        | 0     | 0     | 0        | 1           | ----  | 23    | 4.2      | 7        | 1           | 0        | 0     | 2        | 4        | 0     | 0        | 5     | 5        | 9.64     | 1.50    |
| 2023      | ソフトバンク | 45    | 0     | 0     | 0     | 0        | 2     | 1     | 0        | 7           | .667  | 150   | 34.0     | 31       | 1           | 12       | 1     | 7        | 28       | 3     | 0        | 9     | 9        | 2.38     | 1.26    |
| 2024      | ソフトバンク | 4     | 0     | 0     | 0     | 0        | 0     | 0     | 0        | 0           | ----  | 17    | 3.2      | 4        | 0           | 2        | 0     | 0        | 1        | 0     | 0        | 1     | 1        | 2.45     | 1.64    |
| 通算：5年 | 通算：5年    | 80    | 0     | 0     | 0     | 0        | 3     | 1     | 0        | 9           | .750  | 321   | 73.2     | 72       | 4           | 27       | 2     | 9        | 56       | 5     | 0        | 28    | 28       | 3.42     | 1.34    |

- 2024年度シーズン終了時

### 年度別守備成績
| 年 度 | 球 団        | 投手  | 投手  | 投手  | 投手  | 投手  | 投手     |
| 年 度 | 球 団        | 試 合 | 刺 殺 | 補 殺 | 失 策 | 併 殺 | 守 備 率 |
| ----- | ------------ | ----- | ----- | ----- | ----- | ----- | -------- |
| 2019  | ソフトバンク | 8     | 0     | 0     | 0     | 0     | ----     |
| 2021  | ソフトバンク | 19    | 1     | 4     | 0     | 0     | 1.000    |
| 2022  | ソフトバンク | 4     | 0     | 0     | 0     | 0     | ----     |
| 2023  | ソフトバンク | 45    | 1     | 6     | 0     | 0     | 1.000    |
| 2024  | ソフトバンク | 4     | 0     | 0     | 0     | 0     | ----     |
| 通算  | 通算         | 80    | 2     | 10    | 0     | 0     | 1.000    |

- 2024年度シーズン終了時

### 表彰
国際大会
- WBSC U-18ワールドカップベストナイン：1回（救援投手部門：2017年）[9]

その他
- 平成29年度大野城市特別表彰（2017年）[10]

### 記録
初記録
- 初登板：2019年7月10日、対埼玉西武ライオンズ14回戦（福岡 ヤフオク!ドーム）、8回表に5番手で救援登板・完了、2回無失点
- 初奪三振：同上、8回表に木村文紀から空振り三振
- 初勝利：2021年4月11日、対東北楽天ゴールデンイーグルス3回戦（楽天生命パーク宮城）、6回裏に3番手で救援登板、2回無失点
- 初ホールド：2021年6月20日、対北海道日本ハムファイターズ12回戦（福岡PayPayドーム）、7回表に3番手で救援登板、1回無失点

### 背番号
- 56（2018年 - ）

### 登場曲
- 「いま太陽に向かって咲く花」NOBU（2018年）
- 「New Rules」Dua Lipa（2018年 - 2020年）
- 「交差点」BANTY FOOT（2019年 - 2020年）
- 「DRIBBLA - 光」DIGITAL NINJA（2021年 - ）
- 「In My Life」SALU（2021年 - ）

### 代表歴
- 2017 WBSC U-18ワールドカップ：U-18野球日本代表